# Hysteropycnis admixta
Hysteropycnis admixta är en svampart som beskrevs av Hilitzer 1929. Hysteropycnis admixta ingår i släktet Hysteropycnis, divisionen sporsäcksvampar och riket svampar.   Inga underarter finns listade i Catalogue of Life.